# Gnathopogon
Genre
Gnathopogon est un genre de poissons téléostéens de la famille des Cyprinidae et de l'ordre des Cypriniformes. Gnathopogon se rencontre en Asie.

## Liste des espèces
Selon FishBase (13 septembre 2015) :
- Gnathopogon caerulescens (Sauvage, 1883)
- Gnathopogon elongatus (Temminck & Schlegel, 1846)
- Gnathopogon herzensteini (Günther, 1896)
- Gnathopogon imberbis (Sauvage & Dabry de Thiersant, 1874)
- Gnathopogon nicholsi (Fang, 1943)
- Gnathopogon polytaenia (Nichols, 1925)
- Gnathopogon strigatus (Regan, 1908)
- Gnathopogon taeniellus (Nichols, 1925)
- Gnathopogon tsinanensis (Mori, 1928)

## Galerie

Gnathopogon caerulescens
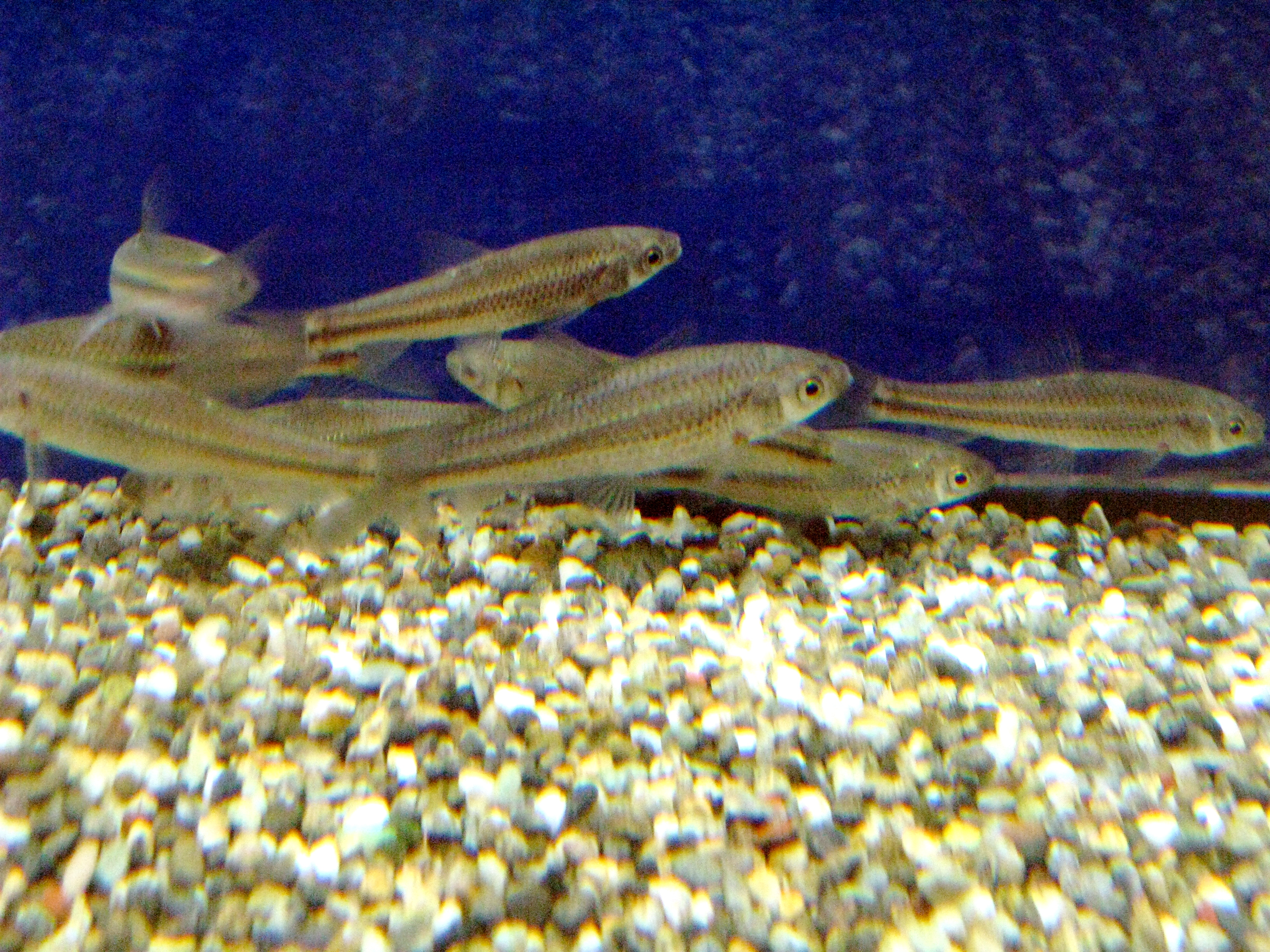
Gnathopogon elongatus